# Obi Igbokwe
Obi Igbokwe (* 28. Januar 1997 in Houston, Texas) ist ein US-amerikanischer Leichtathlet, der sich auf den Sprint spezialisiert hat.

## Sportliche Laufbahn
Obi Igbokwe studierte von 2015 bis 2018 an der University of Arkansas und sammelte 2018 seine ersten Erfahrungen bei internationalen Meisterschaften, als er bei den NACAC-Meisterschaften in Toronto in 3:00,60 min gemeinsam mit Nathan Strother, Michael Cherry und Kahmari Montgomery die Goldmedaille mit der US-amerikanischen 4-mal-400-Meter-Staffel gewann. 2019 startete er für die University of Houston und stellte in der Halle mit 3:01,51 min einen neuen Weltrekord auf. Ende September war er Teil der US-Mannschaft in der Mixed-Staffel bei den Weltmeisterschaften in Doha und verhalf dort dem Team zum Finaleinzug und trug damit zum Gewinn der Goldmedaille bei. 2021 wurde er wegen eines Verstoßes gegen die Anti-Dopingbestimmungen für 30 Monate gesperrt.

## Persönliche Bestzeiten
- 200 Meter: 20,52 s (+0,8 m/s), 13. Mai 2018 in Knoxville
  - 200 Meter (Halle): 20,62 s, 8. März 2019 in Birmingham
- 400 Meter: 44,94 s, 6. Juni 2018 in Eugene
  - 400 Meter (Halle): 45,35 s, 8. Februar 2019 in Clemson